# My Secret Hotel
My Secret Hotel (hangul: 마이 시크릿 호텔; rr: Mai Sikeurit Hotel) é uma telenovela sul-coreana exibida pela tvN de 18 de agosto a 14 de outubro de 2014.

## Enredo
Nam Sang-hyo é o chefe da divisão de planeamento do casamento de The Secret Hotel, um dos mais elite da Coreia e hotéis de luxo e considerado entre os melhores destinos um casamento do país. Otimista, alegre e um perfeccionista, ela trabalha duro e sonhos de se tornar gerente geral do hotel um dia. Sang-hyo enfrenta o maior desafio de seu trabalho quando o seu próximo cliente acaba por ser arquiteto Gu Hae-young, seu ex-marido. Sete anos atrás, Sang-hyo e Hae-young se apaixonou loucamente e se casaram em Las Vegas, mas por causa de Hae-young fácil vir-fácil ir atitude em relação a relacionamentos, eles lutaram e se separou. Desde o casamento durou apenas 100 dias, eles nunca entrou com a papelada para registrá-lo legalmente, assim que seu casamento de curta duração continua a ser um segredo.
Enquanto isso, Sang-hyo chamou a atenção de seu chefe Jo Sung-gyeom, um hotel diretor rigorosa, mas pensativo que tem todos os empregados do sexo feminino desmaiando. Mas há também ambicioso gerente de relações públicas Yeo Eun-joo, que compete com Sang-hyo tanto para a promoção eo coração de Sung-gyeom.
Para tornar as coisas ainda mais complicadas, um assassinato transforma o hotel às avessas. Sung-gyeom pode ser ligado ao caso, enquanto Eun-joo tenta usar as circunstâncias que cercam o assassinato de obter uma perna em cima da escada corporativa. Como Sang-hyo e Hae-young malabarismos sua reunião repentina em circunstâncias embaraçosas, os exes também ser sugado para a investigação do assassinato.

## Elenco

### Elenco principal
- Yoo In-na como Nam Sang-hyo[3]
- Jin Yi-han como Gu Hae-young
- Namgoong Min como Jo Sung-gyeom[4]
- Lee Young-eun como Yeo Eun-joo

### Elenco de apoio
- Ha Yeon-joo como Jung Soo-ah
- Choi Jung-won como Yoo Shi-chan[5]
- Hwang So-hee como Joo Jung-eun
- Kim Jae-seung como Kim Ki-ho
- Choi Jung-woo como Lee Moo-yang
- Uhm Soo-jung como Yang Kyung-hee
- Kim Bo-mi como Heo Young-mi
- Choi Tae-hwan como Jang Ki-chul
- Go Yoon-hoo como Cha Dong-min
- Ahn Gil-kang como Kim Geum-bo
- Lee Kwang-hoon como Simon
- Kim Byung-choon como Hwang Dong-bae
- Hong Seok-cheon como chef Andre Hong

## Classificações
| Episódio | Data de transmissão original | AGB Nielsen     | AGB Nielsen |
| Episódio | Data de transmissão original | Audiência média |             |
| -------- | ---------------------------- | --------------- | ----------- |
| 1        | 18 de agosto de 2014         | 0.96%           |             |
| 2        | 19 de agosto de 2014         | 1.36%           |             |
| 3        | 25 de agosto de 2014         | 1.00%           |             |
| 4        | 26 de agosto de 2014         | 0.92%           |             |
| 5        | 1 de setembro de 2014        | 1.083%          |             |
| 6        | 2 de setembro de 2014        | 0.795%          |             |
| 7        | 15 de setembro de 2014       | 1.193%          |             |
| 8        | 16 de setembro de 2014       | 0.824%          |             |
| 9        | 22 de setembro de 2014       | 0.724%          |             |
| 10       | 23 de setembro de 2014       | 0.744%          |             |
| 11       | 29 de setembro de 2014       | 0.676%          |             |
| 12       | 30 de setembro de 2014       | 0.617%          |             |
| 13       | 6 de outubro de 2014         | 0.741%          |             |
| 14       | 7 de outubro de 2014         | 0.835%          |             |
| 15       | 13 de outubro de 2014        | 0.595%          |             |
| 16       | 14 de outubro de 2014        | 0.765%          |             |
| Média    | Média                        | 0.87%           |             |